# NGC 2489
NGC 2489 is een open sterrenhoop in het sterrenbeeld Achtersteven. Het hemelobject werd op 30 december 1785 ontdekt door de Duits-Britse astronoom William Herschel.

## Synoniemen
- OCL 690
- ESO 430-SC3